# Katarzyna Niewiadoma
Katarzyna Niewiadoma, detta Kasia (Limanowa, 29 settembre 1994), è una ciclista su strada polacca che corre per il team Canyon-SRAM Racing. Scalatrice, attiva tra le Elite dal 2013, in carriera ha vinto due titoli europei in linea Under-23, un Tour de France, un Women's Tour, un'Amstel Gold Race e un Trofeo Alfredo Binda.

## Carriera

### Gli esordi e il primo anno in Rabo-Liv
Originaria di Ochotnica, nel 2011 e nel 2012 ottiene buoni risultati tra le Juniores, partecipando anche alle gare di categoria ai campionati del mondo del 2011 a Copenaghen e del 2012 a Valkenburg. Nel 2013, a diciotto anni di età, debutta tra le Elite con la formazione TKK Pacific Toruń, affiancando l'esperta Paulina Brzeźna: in stagione si classifica quarta, sia in linea che a cronometro, ai campionati nazionali (in entrambi i casi miglior Under-23) e quinta nella prova in linea Under-23 ai campionati europei di Olomouc. In agosto passa come stagista tra le file del team olandese Rabo Women, vincendo la classifica delle giovani allo Holland Tour e venendo così confermata per le stagioni seguenti; in settembre partecipa anche, con la Nazionale polacca, alla gara in linea Elite dei campionati del mondo in Toscana.
Dopo aver corso diverse classiche di inizio anno, nel giugno 2014 ottiene la prima vittoria in una gara UCI, al Frauen Grand Prix Gippingen in Svizzera. Dopo il terzo posto a cronometro ai campionati nazionali, corre per la prima volta il Giro d'Italia concludendolo all'undicesimo posto ma contribuendo al successo della sua Rabo-Liv, che occupa l'intero podio finale con Marianne Vos, Anna van der Breggen e Pauline Ferrand-Prévot. In agosto vince due classifiche minori e chiude al terzo posto al Tour of Norway, mentre ai successivi campionati del mondo a Ponferrada conclude undicesima nella gara in linea.

### 2015-2017: i due titoli europei Under-23 e il terzo posto nel World Tour

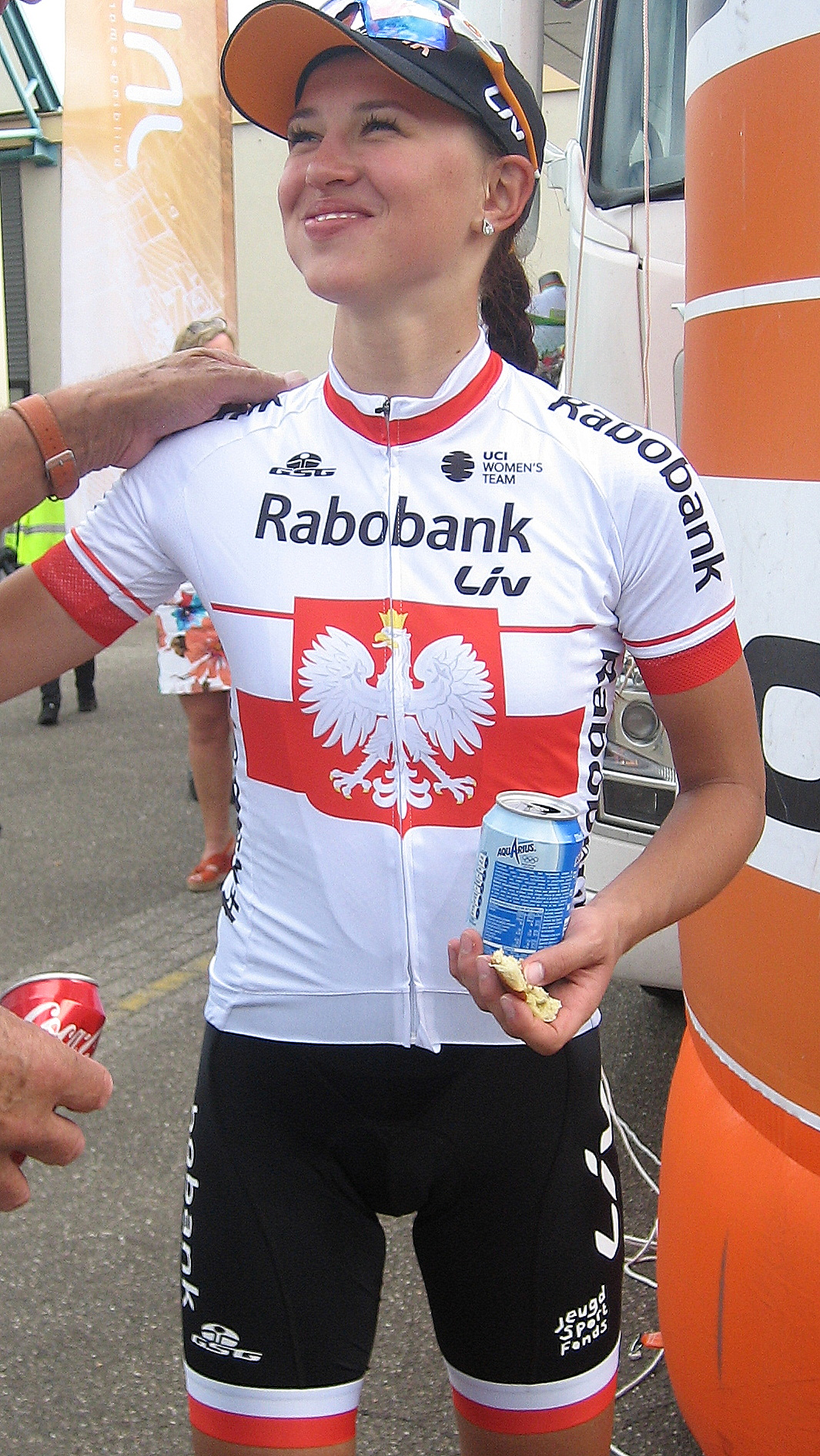
Niewiadoma premiata allo Holland Tour 2016

Nel 2015 ottiene buoni risultati nelle gare primaverili, classificandosi sesta alla Strade Bianche, quinta alla Freccia Vallone e terza alla Valkenburg Hills Classic. In giugno è seconda alla Durango-Durango Emakumeen Saria; pochi giorni dopo, grazie ad alcuni piazzamenti di tappa, si aggiudica la classifica finale della Emakumeen Euskal Bira in Spagna prevalendo per solo 1" su Ashleigh Moolman. Nello stesso mese conclude seconda nella prova in linea dei Giochi europei di Baku, battuta in una volata a tre da Alena Amjaljusik, e seconda ai campionati polacchi a cronometro. In luglio ritorna sulle strade del Giro d'Italia: in quella "Corsa rosa", oltre a contribuire al successo della capitana Van der Breggen, coglie buoni piazzamenti nelle tappe alpine di Aprica, Morbegno e Loano e nella cronometro di Nebbiuno, ottenendo il quinto posto finale e la maglia bianca di miglior giovane. Nella stessa estate ai campionati europei di Tartu si aggiudica il titolo continentale in linea prevalendo su tre compagne di attacco. Conclude la stagione con alcuni piazzamenti al Belgium Tour e infine, ai campionati del mondo di Richmond, con il terzo posto nella cronometro a squadre (con le compagne della Rabo-Liv) e il settimo nella prova in linea.
Nella primavera del 2016 si mette ancora in evidenza: si classifica infatti seconda alla Strade Bianche, anticipata dalla campionessa del mondo Elizabeth Armitstead, e quarta alla Freccia Vallone, entrambe gare del neonato World Tour femminile; in mezzo ai due piazzamenti vince anche il Ronde van Gelderland ad Apeldoorn, e successivamente una tappa e la classifica finale del Festival Elsy Jacobs. Tra giugno e luglio vince quindi due frazioni e la classifica generale del Giro del Trentino Alto Adige/Südtirol, i due titoli nazionali polacchi, sia a cronometro che in linea, e ancora, come nel 2015, la maglia bianca di miglior giovane al Giro d'Italia (corsa che conclude al settimo posto assoluto). In agosto partecipa per la prima volta ai Giochi olimpici, a Rio de Janeiro, cogliendo il sesto posto nella prova in linea, ed è poi quarta al Grand Prix de Plouay, gara del World Tour. Al successivo Holland Tour in settembre vince due tappe, la classifica punti e quella giovani, concludendo quinta assoluta, mentre ai campionati europei di Plumelec si piazza seconda nella prova in linea Elite, battuta dalla sola Van der Breggen in una volata ristretta: il piazzamento le consente comunque di aggiudicarsi il titolo continentale per la categoria Under-23, suo decimo successo stagionale.

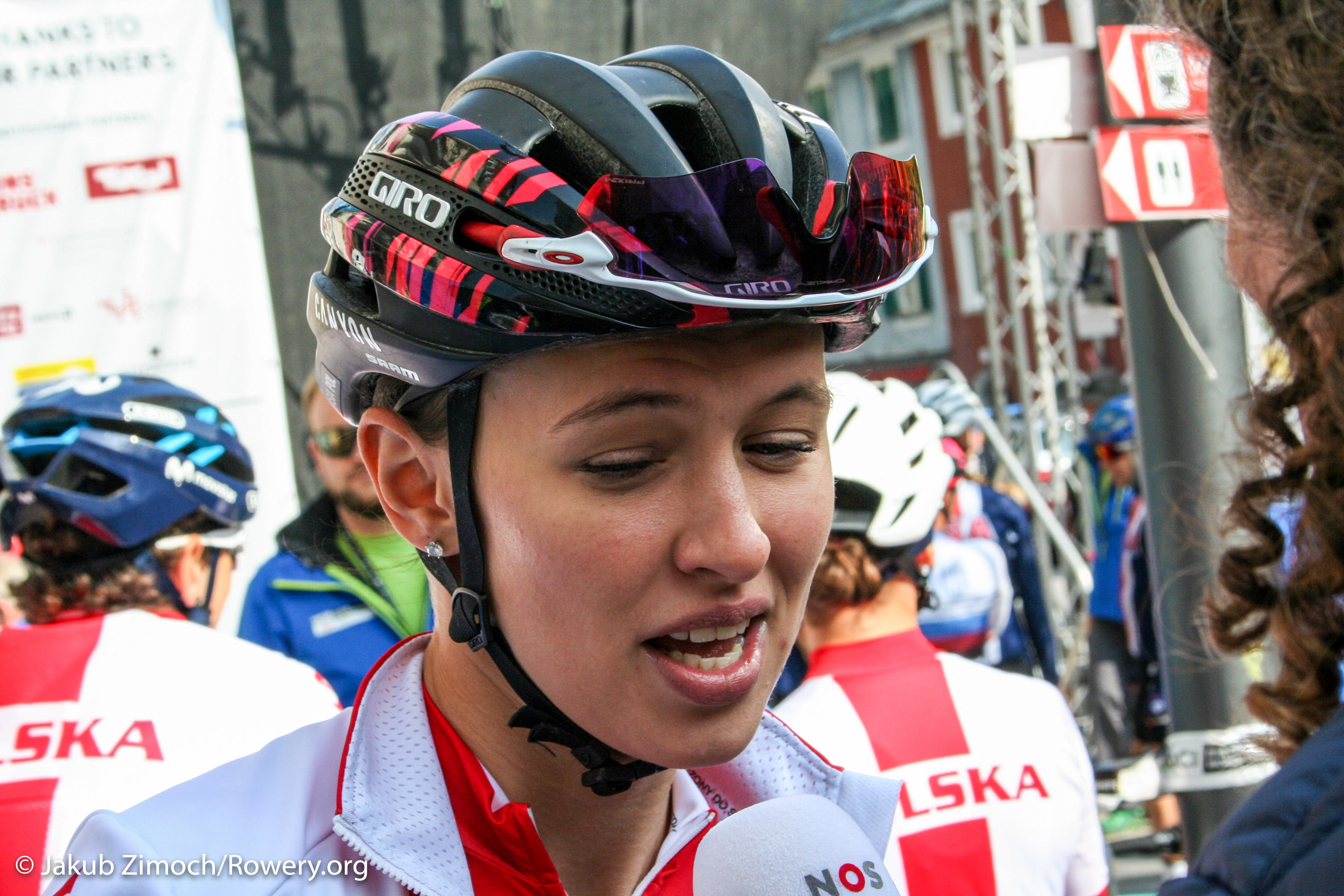
Niewiadoma intervistata ai campionati del mondo 2018

Nel 2017, in maglia WM3 (ex Rabo-Liv), dopo il secondo posto alla Strade Bianche alle spalle di Elisa Longo Borghini, si piazza terza nelle tre classiche delle Ardenne vinte sempre da Van der Breggen (Amstel Gold Race, Freccia Vallone e Liegi-Bastogne-Liegi). In giugno si aggiudica la prima tappa del Women's Tour e mantiene la leadership per i cinque giorni di gara, conquistando la classifica generale dell'importante corsa britannica; è poi sesta al Giro d'Italia, settima allo Holland Tour e quinta in linea ai campionati del mondo di Bergen, giungendo con il gruppo delle battute. A fine stagione è terza nella classifica individuale del World Tour; viene inoltre ufficializzato il suo trasferimento alla Canyon-SRAM a partire dal 2018

### Dal 2018: le vittorie al Trofeo Binda e all'Amstel Gold Race
Nella stagione del debutto con la maglia della Canyon-SRAM è ancora seconda alla Strade Bianche, battuta da Van der Breggen; il 18 marzo si aggiudica quindi in solitaria la 43ª edizione del Trofeo Alfredo Binda a Cittiglio grazie a un attacco sull'ultima salita verso Orino. Nel prosieguo di stagione è terza al Tour of California, settima al Giro d'Italia, sesta alla Course by Le Tour de France, quinta al Tour of Norway e infine vincitrice di una tappa e della classifica finale del Tour de l'Ardèche in Francia.
A inizio 2019 è in evidenza con il terzo posto alla Strade Bianche, e quindi con il successo all'Amstel Gold Race, ottenuto anticipando sul traguardo il rientro di Annemiek van Vleuten. Dopo il quinto posto al Tour of California, coglie un successo di tappa e la piazza d'onore al Women's Tour, battuta per soli 2" da Elizabeth Deignan; al seguente Giro d'Italia indossa quindi per quattro tappe la maglia rosa dopo aver vinto con la sua squadra la cronometro a squadre iniziale a Castellania: conclude la corsa al quinto posto. A fine stagione è quarta nella graduatoria individuale del World Tour.
Il 21 aprile 2024 torna a vincere, dopo cinque anni di digiuno, conquistando la Freccia Vallone davanti alle favorite Demi Vollering ed Elisa Longo Borghini, e il 18 agosto si aggiudica il suo primo grande giro, il Tour de France, mantenendo la testa della corsa all'ultima tappa dall'attacco di Demi Vollering di soli 4".

### Vita privata
Dal 2016 è fidanzata con Taylor Phinney, ex ciclista professionista dal 2010 al 2019, e due volte vincitore della Parigi-Roubaix Espoirs.

## Palmarès

### Strada
- 2014 (Rabo-Liv Women Cycling Team, una vittoria)

Grand Prix Gippingen
- 2015 (Rabo-Liv Women Cycling Team, due vittorie)

Classifica generale Emakumeen Euskal Bira
Campionati europei, Prova in linea Under-23
- 2016 (Rabo-Liv Women Cycling Team, dieci vittorie)

Ronde van Gelderland
2ª tappa Festival Luxembourgeois Elsy Jacobs (Garnich > Garnich)
Classifica generale Festival Luxembourgeois Elsy Jacobs
1ª tappa Giro del Trentino Alto Adige/Südtirol (Torri del Benaco > Daone Pracul)
Classifica generale Giro del Trentino Alto Adige/Südtirol
Campionati polacchi, Prova a cronometro
Campionati polacchi, Prova in linea
3ª tappa Holland Tour (Sittard-Geleen > Sittard-Geleen)
6ª tappa Holland Tour (Bunde > Valkenburg)
Campionati europei, Prova in linea Under-23
- 2017 (WM3 Pro Cycling Team, due vittorie)

1ª tappa The Women's Tour (Daventry > Kettering)
Classifica generale The Women's Tour
- 2018 (Canyon-SRAM Racing, tre vittorie)

Trofeo Alfredo Binda-Comune di Cittiglio
5ª tappa Tour de l'Ardèche (Grandrieu > Monte Lozère)
Classifica generale Tour de l'Ardèche
- 2019 (Canyon-SRAM Racing, due vittorie)

Amstel Gold Race
4ª tappa Women's Tour (Warwick > Burton Dassett)
- 2024 (Canyon-SRAM Racing, due vittorie)

Freccia Vallone
Classifica generale Tour de France

#### Altri successi
- 2013 (Rabo-Liv Women Cycling Team)

Classifica giovani Holland Tour
- 2014 (Rabo-Liv Women Cycling Team)

Classifica scalatrici Tour of Norway
Classifica giovani Tour of Norway
- 2015 (Rabo-Liv Women Cycling Team)

Classifica scalatori Emakumeen Euskal Bira
Classifica giovani Giro d'Italia
- 2016 (Rabo-Liv Women Cycling Team)

Classifica giovani Festival Luxembourgeois Elsy Jacobs
2ª tappa, 1ª semitappa Giro del Trentino Alto Adige/Südtirol (Cavedine, cronosquadre)
Classifica scalatrici Giro del Trentino Alto Adige/Südtirol
Classifica giovani Giro del Trentino Alto Adige/Südtirol
Classifica giovani Giro d'Italia
Classifica a punti Holland Tour
Classifica giovani Holland Tour
Classifica finale Under-23 World Tour
- 2018 (Canyon-SRAM Racing)

Classifica scalatrici Tour of Norway
Classifica scalatrici Tour de l'Ardèche
- 2019 (Canyon-SRAM Racing)

Classifica scalatrici Women's Tour
1ª tappa Giro d'Italia (Cassano Spinola > Castellania, cronosquadre)
- 2023 (Canyon-SRAM Racing)

Classifica scalatrici Tour de France
- 2024 (Canyon-SRAM Racing)

Classifica scalatrici Internationale LOTTO Thüringen Ladies Tour

### Gravel
- 2023

Campionati del mondo gravel

## Piazzamenti

### Grandi Giri
- Giro d'Italia

2014: 11ª
2015: 5ª
2016: 7ª
2017: 6ª
2018: 7ª
2019: 5ª
2020: 2ª
- Tour de France

2022: 3ª
2023: 3ª
2024: vincitrice
2025: 3ª
- La Vuelta Femenina

2023: 10ª
2024:  non  partita  (6ª tappa)

### Competizioni mondiali
- Campionati del mondo su strada

Copenaghen 2011 - In linea Juniores: 25ª
Copenaghen 2011 - Cronometro Juniores: 29ª
Limburgo 2012 - Cronometro Juniores: 20ª
Limburgo 2012 - In linea Juniores: 19ª
Toscana 2013 - In linea Elite: ritirata
Ponferrada 2014 - In linea Elite: 11ª
Richmond 2015 - Cronosquadre: 3ª
Richmond 2015 - In linea Elite: 7ª
Doha 2016 - Cronosquadre: 8ª
Doha 2016 - In linea Elite: 35ª
Bergen 2017 - In linea Elite: 5ª
Innsbruck 2018 - In linea Elite: 12ª
Yorkshire 2019 - In linea Elite: 23ª
Imola 2020 - In linea Elite: 7ª
Fiandre 2021 - In linea Elite: 3ª
Wollongong 2022 - In linea Elite: 8ª
Glasgow 2023 - In linea Elite: non partita
Zurigo 2024 - In linea Elite: 17ª
- Coppa del mondo/World Tour

2014: 67ª
2015: 25ª
2016: 11ª
2017: 3ª
2018: 7ª
2019: 4ª
2020: 13ª
2021: 7ª
- Giochi olimpici

Rio de Janeiro 2016 - In linea: 6ª
Rio de Janeiro 2016 - Cronometro: 18ª
Tokyo 2020 - In linea: 14ª
Parigi 2024 - In linea: 8ª
- Campionati del mondo gravel

Veneto 2023 - Elite: vincitrice

### Competizioni europee
- Campionati europei

Goes 2012 - In linea Juniores: 44ª
Olomouc 2013 - In linea Under-23: 5ª
Tartu 2015 - Cronometro Under-23: 5ª
Tartu 2015 - In linea Under-23: vincitrice
Plumelec 2016 - In linea Under-23: vincitrice
Plumelec 2016 - In linea Elite: 2ª
Plouay 2020 - In linea Elite: 3ª
Trento 2021 - In linea Elite: 4ª
Drenthe 2023 - Cronometro Elite: 17ª
Drenthe 2023 - Staffetta mista Elite: 5ª
Drenthe 2023 - In linea Elite: 11ª
- Giochi europei

Baku 2015 - In linea: 2ª